# Erich Fischer
Erich Fischer (27 de Janeiro de 1922 - ) foi um comandante de U-Boot que serviu na Kriegsmarine durante a Segunda Guerra Mundial.